# Odalen
Odalen (eller Odal ) är en huvudsakligen skogbevuxen dalgång i Innlandet fylke i sydöstra Norge, belägen kring sjön Storsjøen och dess avlopp till älven Glomma, Opstadelven. I Odalen ligger Sør-Odals kommun och Nord-Odals kommun. I Sør-Odals kommun ligger Odals Verk, som från 1600-talet fram till 1835 var järnverk, senare sågverk mera.